# Huppé picard
Le huppé picard est une race de pigeon domestique originaire de Picardie et plus précisément du département de la Somme, à partir du carneau, croisé au XVIIIe siècle avec un mondain ancien local, ou manotte. On l'appelait d'ailleurs autrefois « mondain picard ». Elle est classée dans les pigeons de forme.

## Description
Le huppé picard ressemble de près au carneau (dont il descend) par le coloris du plumage et la forme. Il en diffère par la petite huppe qu'il porte en arrière de la tête et qui est plantée haut. 
C'est un pigeon de taille moyenne de couleur rouge uniforme au dos large et droit. Il pèse de 500 à 550 grammes pour les mâles et de 450 à 500 grammes pour les femelles ; il mesure 40 centimètres de longueur. Sa poitrine est large et profonde avec un bréchet droit. 
La tête du huppé picard est solide, fine et allongée ; le bec est blanc rosé et moyen (3 centimètres). L'iris de l'œil est jaune orangé. 
Il se dresse sur des pattes de 16 centimètres, plutôt écartées l'une de l'autre. Ses tarses sont forts et rouge carmin.
Ce pigeon apprécie la liberté pour chercher sa nourriture, mais revient toujours à son colombier. De plus, il est très prolifique.